# The Used (album)
Cd'en The Used blev lavet af bandet The Used. Den blev udgivet d. 25. juni 2002, og cd'en er af genren metal. The Used tager i alt 47:16 minutter at spille.

## Numre
1. Maybe Memories – 2:55
2. The Taste of Ink – 3:28
3. Bulimic – 3:20
4. Say Days Ago – 3:17
5. Poetic Tragedy – 3:44
6. Buried Myself Alive – 4:02
7. A Box Full of Sharp Objects – 2:56
8. Blue and Yellow – 3:21
9. Greener with the Scenery – 3:37
10. Noise and Kisses – 2:49
11. On My Own – 2:43
12. Pieces Mended – 3:13

### Gemte Numre
Der er nogen gemte numre.
Pieces Mended skulle slutte når den rammer 3:13, men nogen få minutter efter, begynder den igen, og slutter først ved 11 minutter. Det gemte nummer her er; "Polly"

## Ekstramateriale
Ved at putte cd'en i en CD-Driver får man adgang til ekstramaterialet, blandt andet, billeder, links og meget andet.
Der er også en video for "A Box Full of Sharp Objects" og en studio video, som viser optagelserne af cd'en.

## Medvirkende
- Bert McCracken – Sanger, Piano
- Quinn Allman – Guitar, Backup Vocals
- Jeph Howard – Bass, Backup Vocals
- Branden Steineckert – Trommer, Backup Vocals
- Carmen Daye – Flere stemmer i Greener With the Scenery
- Nick Ingman – Streng opsætning
- John Feldmann – Produktion, Mekanik, Mixing, Ekstre Stemme
- Mark Blewett – Mekanik Assistent
- Donny Campion – Mekanik Assistent
- P.R. Brown – Foto, Design